# Phyloscan
Phyloscan é um serviço web service para análise de seqüências de ADN que é livre e aberto a todos usuários (sem necessidade de login). 
Para a localização de pareamentos de seqüências motivo especificadas pelo usuário para um sítio de ligação regulatório, Phyloscan fornece uma varredura estatisticamente sensível de seqüência  mistas de ADN alinhados e não alinhados fornecidas pelo usuário. A força do Phyloscan é que ele reúne
- O método Staden[3] para computação da significância estatística,
- O "modelo de motivo de filogenética" funcionalidade de digitalização do software MONKEY[4] este modela relacionamentos evolutivos entre seqüências alinhadas,
- O uso do método Bailey & Gribskov[5] para combinar as estatísticas não-alinhadas em seqüência de dados, e
- A técnica Neuwald & Green[6] para combinar estatísticas em vários sítios de ligação encontrados dentro de uma única região do gene promotor.